# ورزشگاه وایکاس

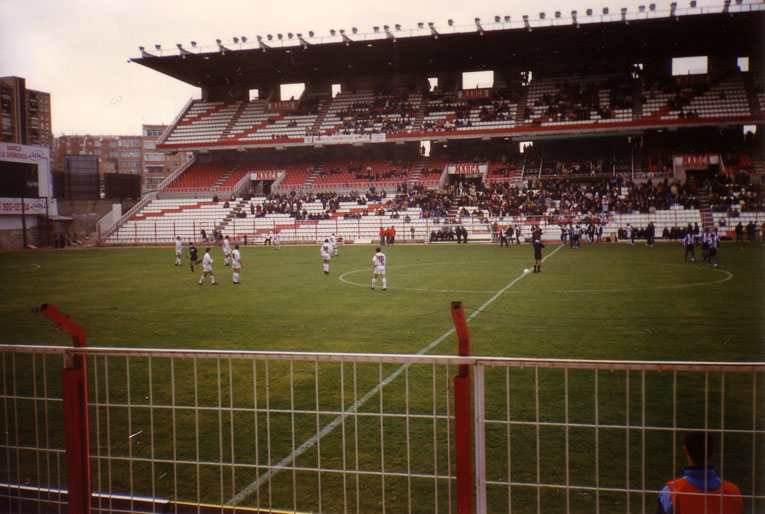
نمایی از یک مسابقه در ورزشگاه وایکاس

زمین فوتبال وایکاس (به اسپانیایی: Campo de fútbol de Vallecas) (در ابتدا ورزشگاه نیو وایکاس (به اسپانیایی: Nuevo Estadio de Vallecas) و پیشتر ورزشگاه ترِسا ریوِرو (به اسپانیایی: Estadio Teresa Rivero))، یکی از ورزشگاه‌های فوتبال اسپانیا است که در شهر مادرید واقع شده‌است. این ورزشگاه در تاریخ ۱۰ مه ۱۹۷۶ بازگشایی شد و در حال حاضر بازی‌های خانگی باشگاه رایو وایکانو در آن برگزار می‌گردد. ظرفیت این ورزشگاه ۱۴٬۷۰۸ نفر است.